# Łagier

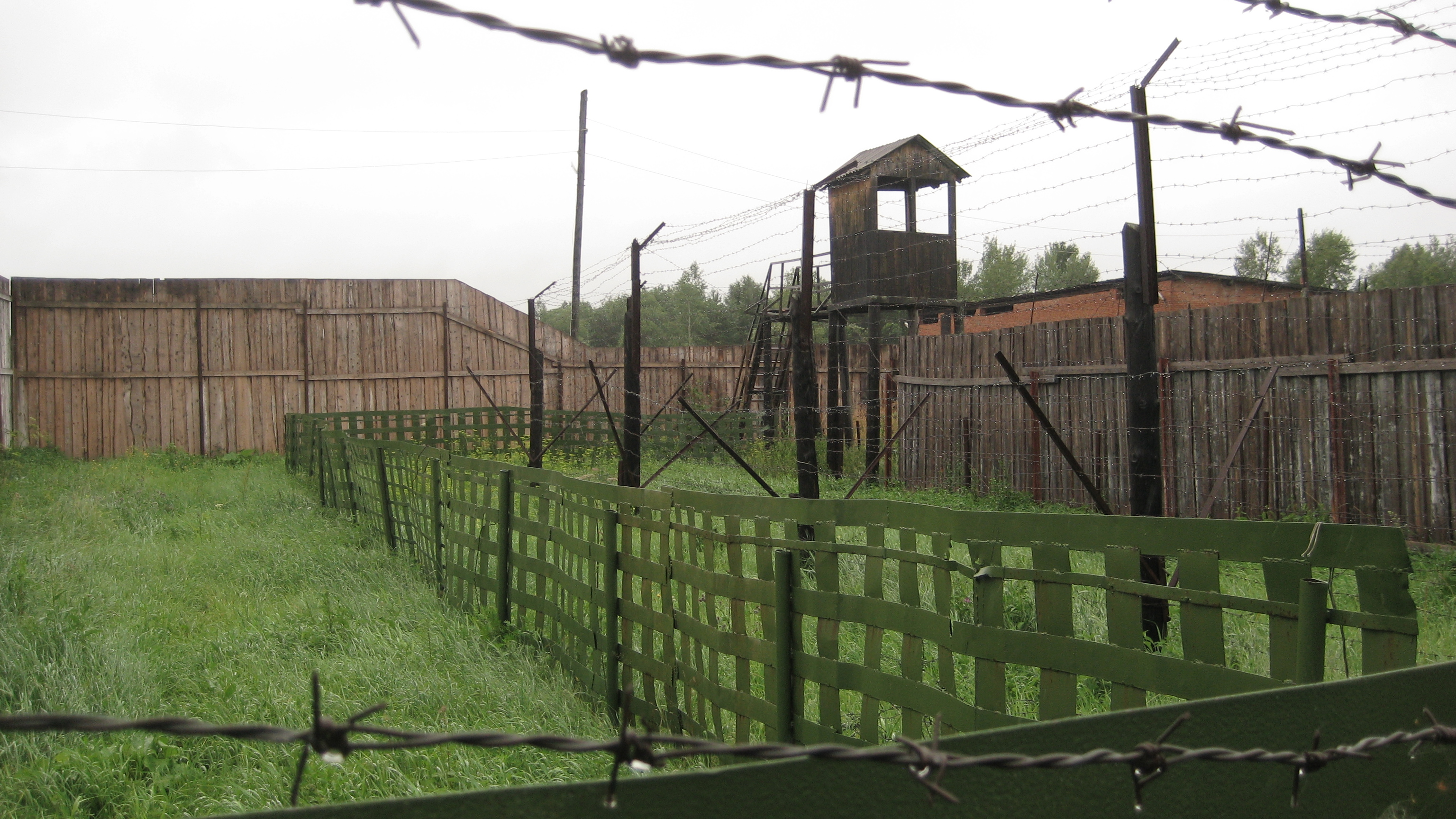
Łagier

Łagier lub łagr, również (oficjalnie do 1930) koncłagier (ros. лагерь, концлагерь) – obóz koncentracyjny, obóz pracy przymusowej w Rosji bolszewickiej (1918–1922) i w ZSRR (1922–1987), w którym więźniów zmuszano do ciężkich prac powodujących często wyniszczenie i śmierć. Od 1930 obozy koncentracyjne w ZSRR były zorganizowane w system Gułagu, ich liczba i liczebność więźniów skokowo wzrosła, a niewolnicza praca przymusowa więźniów stała się ważnym elementem gospodarki ZSRR.
Współcześnie wyłącznie w języku potocznym bądź żargonie dziennikarskim – nieformalne określenie na obóz pracy przymusowej (kolonię karną) w Chinach, Korei Północnej, Rosji i na Białorusi.
Do radzieckich obozów trafiali wszyscy bez względu na wiek, rasę, stanowisko, światopogląd i płeć.
Liczba więźniów sowieckich łagrów w latach 1934–1953 (do śmierci Stalina), wedle stanu na 1 stycznia danego roku:
| Rok  | Liczba wszystkich więźniów w łagrach | Liczba więźniów politycznych (osadzonych z powodu tzw. działalności kontrrewolucyjnej) | Procent więźniów politycznych w liczbie wszystkich osadzonych |
| ---- | ------------------------------------ | -------------------------------------------------------------------------------------- | ------------------------------------------------------------- |
| 1934 | 510 307                              | 135 190                                                                                | 26,5                                                          |
| 1935 | 725 483                              | 118 256                                                                                | 16,3                                                          |
| 1936 | 839 406                              | 105 849                                                                                | 12,6                                                          |
| 1937 | 820 881                              | 104 826                                                                                | 12,8                                                          |
| 1938 | 996 367                              | 185 324                                                                                | 18,6                                                          |
| 1939 | 1 317 195                            | 454 432                                                                                | 34,5                                                          |
| 1940 | 1 344 408                            | 444 999                                                                                | 33,1                                                          |
| 1941 | 1 500 524                            | 420 293                                                                                | 28,0                                                          |
| 1942 | 1 415 596                            | 407 988                                                                                | 28,8                                                          |
| 1943 | 983 974                              | 345 397                                                                                | 35,1                                                          |
| 1944 | 663 594                              | 268 861                                                                                | 40,5                                                          |
| 1945 | 715 505                              | 289 351                                                                                | 40,4                                                          |
| 1946 | 746 871                              | 333 883                                                                                | 44,7                                                          |
| 1947 | 808 839                              | 427 653                                                                                | 52,9                                                          |
| 1948 | 1 108 057                            | 416 156                                                                                | 37,6                                                          |
| 1949 | 1 216 361                            | 420 696                                                                                | 34,6                                                          |
| 1950 | 1 416 300                            | 578 912                                                                                | 40,9                                                          |
| 1951 | 1 533 767                            | 475 976                                                                                | 31,0                                                          |
| 1952 | 1 711 202                            | 480 766                                                                                | 28,1                                                          |
| 1953 | 1 727 970                            | 465 256                                                                                | 26,9                                                          |